# Perea
Perea – region w Jordanii usytuowany między rzekami Jabbok i Arnon. Termin ten czasami używa się w odniesieniu do całego obszaru położonego na wschód od Jordanu.
W latach 4 p.n.e.–39 władcą Perei był Herod Antypas, a następnie – do 44 roku – Herod Agryppa I.